# Kingsley Swampillai
Joseph Kingsley Swampillai (ur. 9 grudnia 1936 w Kayts) – lankijski duchowny rzymskokatolicki, w latach 1983–2015 biskup Trincomalee.

## Życiorys
Święcenia kapłańskie przyjął 20 grudnia 1961. 17 marca 1983 został prekonizowany biskupem Trincomalee-Batticaloa. Sakrę biskupią otrzymał 7 maja 1983. 3 lipca 2012 po zmianie nazwy diecezji został mianowany biskupem Trincomalee. 3 czerwca 2015 przeszedł na emeryturę. 14 stycznia 2016 został mianowany administratorem apostolskim Mannar. Pozostał nim do 30 grudnia 2017.